# Легка атлетика на літніх Олімпійських іграх 2020 — естафетний біг 4×100 метрів (чоловіки)
Змагання з естафетного бігу 4×100 метрів серед чоловіків на літніх Олімпійських іграх 2020 у Токіо проходили 5-6 серпня 2021 на Японському національному стадіоні.

## Напередодні старту
На початок змагань основні рекордні результати були такими:
| WR | Ямайка Неста Картер Майкл Фрейтер Йоган Блейк Усейн Болт                      | 36,84 | Лондон   | 12 серпня 2012 |
| OR | Ямайка Неста Картер Майкл Фрейтер Йоган Блейк Усейн Болт                      | 36,84 | Лондон   | 12 серпня 2012 |
| WL | Велика Британія Чиджинду Уджа Жарнел Г'юз Річард Кілті Нетаніел Мітчелл-Блейк | 38,27 | Гейтсхед | 13 липня 2021  |

## Результати

### Забіги

Попередні забіги (відеозвіт)

Умови кваліфікації до наступного раунду: перші три команди з кожного забігу (Q) та дві найшвидших за часом з тих, які посіли у забігах місця, починаючи з третього (q).
| 1  | 1 | Ямайка                          | Джевон Мінзі         | Джуліан Форте                 | Йоган Блейк       | Облік Севілл           | 37,82 | Q SB |
| 2  | 2 | Китай                           | Тан Сінцян           | Се Чженьє                     | Су Бінтянь        | У Чжицян               | 37,92 | Q SB |
| 3  | 2 | Канада                          | Аарон Браун          | Джером Блейк                  | Брендон Родні     | Андре де Грассе        | 37,92 | Q SB |
| 4  | 2 | Італія                          | Лоренцо Патта        | Марселл Джейкобс              | Фаусто Десалу     | Філіппо Торту          | 37,95 | Q NR |
| 5  | 1 | Велика Британія                 | Чиджинду Уджа        | Жарнел Г'юз                   | Річард Кілті      | Нетаніел Мітчелл-Блейк | 38,02 | DQ   |
| 6  | 2 | Німеччина                       | Джуліан Ройс         | Джошуа Гартманн               | Деніз Альмас      | Лукас Анса-Пепра       | 38,06 | q SB |
| 7  | 2 | Гана                            | Шон Сафо-Антві       | Бенджамін Азаматі-Кваку       | Еммануель Єбоа    | Джозеф Пол Амоа        | 38,08 | q NR |
| 8  | 2 | США                             | Трейвон Бромелл      | Фред Керлі                    | Ронні Бейкер      | Крейвон Гіллеспі       | 38,10 | SB   |
| 9  | 1 | Японія                          | Тада Сюхей           | Ямагата Рьота                 | Кірю Йосіхіде     | Койке Юкі              | 38,16 | Q SB |
| 10 | 2 | Данія                           | Сімон Гансен         | Тазана Міккель Каманга-Дирбак | Коджо Муса        | Фредерік Шоу-Нільсен   | 38,16 | NR   |
| 11 | 1 | Франція                         | Муамаду Фаль         | Джиммі Віко                   | Меба Мікаель Зезе | Раян Зезе              | 38,18 | SB   |
| 12 | 1 | Бразилія                        | Родрігу ду Насіменту | Феліпе Барді                  | Дерік Сілва       | Паулу Андре Камілу     | 38,34 | SB   |
| 13 | 1 | Тринідад і Тобаго               | Кіон Бенджамін       | Ерік Гаррісон                 | Аканні Гіслоп     | Річард Томпсон         | 38,63 | SB   |
|    | 1 | Нідерланди                      | Йоріс ван Гол        | Таймір Бернет                 | Крістофер Гаріа   | Чуранді Мартіна        | DNF   |      |
|    | 1 | Південно-Африканська Республіка | Кларенс Муньяї       | Шон Масванганьї               | Чедерік ван Вік   | Акані Сімбіне          | DNF   |      |
|    | 2 | Туреччина                       | Ертан Озкан          | Жак Алі Гарві                 | Кайган Озер       | Раміль Гулієв          | DQ    |      |

### Фінал

Фінальний забіг

Фінальний забіг відбувся 6 серпня 2021.
| 1 | Італія          | Лоренцо Патта  | Марселл Джейкобс        | Фаусто Десалу  | Філіппо Торту          | 37,50 | NR  |
| 2 | Канада          | Аарон Браун    | Джером Блейк            | Брендон Родні  | Андре де Грассе        | 37,70 |     |
| 3 | Китай           | Тан Сінцян     | Се Чженьє               | Су Бінтянь     | У Чжицян               | 37,79 | NR  |
| 4 | Ямайка          | Джевон Мінзі   | Джуліан Форте           | Йоган Блейк    | Облік Севілл           | 37,84 |     |
| 5 | Німеччина       | Джуліан Ройс   | Джошуа Гартманн         | Деніз Альмас   | Лукас Анса-Пепра       | 38,12 |     |
|   | Японія          | Тада Сюхей     | Ямагата Рьота           | Кірю Йосіхіде  | Койке Юкі              | DNF   |     |
|   | Гана            | Шон Сафо-Антві | Бенджамін Азаматі-Кваку | Еммануель Єбоа | Джозеф Пол Амоа        | DQ    | [a] |
|   | Велика Британія | Чиджинду Уджа  | Жарнел Г'юз             | Річард Кілті   | Нетаніел Мітчелл-Блейк | DQ    | [b] |

a  Команда Гани була дискваліфікована по завершенні фінального забігу через порушення правила передачі естафетної палички в межах естафетного коридору.
b  По закінченні Ігор, член британської естафетної команди Чиджинду Уджа був відсторонений від змагань за підозрою у порушенні антидопінгових правил внаслідок виявлення в його крові забороненого препарату. 18 лютого 2022 Міжнародний спортивний трибунал підтвердив порушення спортсмена, внаслідок чого британські спринтери були позбавлені срібних нагород.
Внаслідок дискваліфікації срібні медалі були перерозподілені на користь канадського естафетного квартета, а бронзові — вручені китайським спринтерам, які на фініші забігу були третіми та четвертими відповідно.